# 転学
転学（てんがく）とは、学校に在籍している人の学籍が、そのまま別の学校に移ることである。転校（てんこう）ともいうが、「転学」が自らの意思で他校へ移籍するのに対し、「転校」は本人の意思とは異なる他の事情による形で移籍する意味合いが強いため、「転学」は主に退学の概念がある大学（短期大学・大学院を含む）や高等学校および私立の小学校・中学校などが対象であるのに対し、「転校」は退学の概念がない公立の小学校・中学校などが対象と考えられている。なお、同一学校内で課程や学科を移動することは、転籍（てんせき）という。似た概念として、学校に在籍していない人が第1学年の始期を過ぎた途中から入学してそのまま学ぶ編入学（編入）がある。

## 概要
転学に関しては、これまで在籍していた学校で転出（転出学）として、新しく在籍する学校で転入（転入学）として扱われる。なお、幼児・児童・生徒・学生が転学先の学校に転入学すると、転学元の学校では、その人の学籍が退学処理される。
一般的に日本では、校種が同一の学校間を移るときには転学として、校種が異なる学校間を移るときには退学・編入学として、次のように処理されることが多い。
- 転学

日本の国立・公立・私立の学校（転出） ⇒ 日本の国立・公立・私立の学校（転入）
- 退学と編入学

日本国外の学校（退学） ⇒ 日本国内の学校（編入学）
日本国内の学校（退学） ⇒ 日本国外の学校（編入学）
転学については、転出元の学校と転出先の学校の校種が異なると、不可能な場合がある。転学が不可能な場合は、これから通学したい学校において編入学が可能であれば、元の学校を退学して新しい学校に編入学する手続きを取る。
転学の主な理由は、親の転勤や再婚、離婚などによる引越し（転居）である。
日本では公立の小学校・中学校の場合は、一部を除き学区制であるため、いじめなどの正当な事情、あるいは在学中の学校の統廃合および閉校によって別の学校への転校が必須となるなどの止むを得ない事情、学校の校区の変更がない限り、住所が同じまま転学することはできないとされる。公立学校選択制施行下の学校でも、一旦入学した場合は引越しによらずに転学はできないとされる。また公立高校も転入学を許可する理由を、県外からの転居などの場合に限定している場合が多い。
転学に当たっては、転入学試験（編入試験とも称す）が課される場合もある。高等学校以上の場合、転学に当たっては取得単位が必要であることもある。
日本の大学では大学間の転学があまり容易ではないが、アメリカ合衆国などの大学では転学が割りと容易であるため(community collegeに2年間通い、その後4年大学に転校するプログラム多々存在する)、特定の名門大学に入学しようとする受験戦争は、日本ほどは激しくないといわれる。浪人はほとんど居ないが、そのかわり、卒業する資格(単位、或いは卒業論文)の取得が日本より難しい。
転籍は同一学校内で所属する学部・学科等を変更する場合を指す。大学では「転学部・転学科試験」を科す場合もある。主な理由としては入学した学部・学科では満足できなかったり、別の進路を目指そうとしたりした場合などである。
部活動によっては、元の学校の部での（転学後の）活動が続けられないなどの理由がない限り、一定期間活動参加を認められない、または制限される場合がある。こうした行為は、特に高校において優秀な生徒の引き抜きを防止するために用いられることが多い。
イギリスのウォーリック大学が行った調査によると、12歳より前の年齢で転校を経験した児童は、そうでない児童より60%ほど精神障害になる可能性が高いという。研究者は、学校を移動すること自体が、幼い児童にとって大きな負担であり、精神疾患の原因になり得る可能性があるとしている。